# Paustians Uhr
Paustians Uhr er en dansk film fra 1932.
- Manuskript Hans Hartvig Seedorff.
- Instruktion Ralph Christian Holm.

Blandt de medvirkende kan nævnes:
- Bodil Ipsen
- Henrik Malberg
- Edouard Mielche
- Axel Frische
- Jon Iversen